# Xian de Miyi
Le xian de Miyi (米易县 ; pinyin : Mǐyì Xiàn) est un district administratif de la province du Sichuan en Chine. Il est placé sous la juridiction de la ville-préfecture de Panzhihua.

## Démographie
La population du district était de 194 200 habitants en 1999.